# يويداي توكوناجا
يويداي توكوناجا (باليابانية: 徳永 裕大) (16 أبريل 1994 في هيوغو في اليابان – )؛ هو لاعب كرة قدم كان يلعب كلاعب وسط.

## وصلات خارجية
- يويداي توكوناجا على موقع رابطة كرة القدم اليابانية للمحترفين (اليابانية)
- يويداي توكوناجا على موقع قاعدة بيانات كرة القدم.إي يو (الإنجليزية)
- يويداي توكوناجا على موقع Soccerway.com (الإنجليزية)